# Norský pravopis
Norský pravopis je soustava pravidel a doporučení pro správné psaní v norštině. Norský pravopis je v principu fonologický, zachovává však mnoho historických prvků (např. psaní skupin dj [j], hj [j], hv [v], různý způsob psaní téže hlásky jako v případě sj, sk, skj [ʃ], relativně velké množství výjimek apod.). Používá mnohé spřežky. K zápisu norštiny se používá latinka, doplněná o 3 dodatečná písmena (Æ, Ø, Å), která se řadí na konec abecedy.
Norština má dvě spisovné varianty – bokmål a nynorsk. Vzhledem k odlišnostem slovní zásoby a fonologie se rovněž liší způsob psaní u jednotlivých slov. Hlavní zásady čtení a psaní jsou však v obou kodifikovaných normách shodné. Obě normy navíc připouštějí značnou volnost a možnost volby z různých variant psaní.

## Abeceda
Norská abeceda má 29 písmen:
| A a | B b | C c | D d | E e | F f | G g | H h       | I i | J j     | K k  | L l | M m | N n | O o |
| --- | --- | --- | --- | --- | --- | --- | --------- | --- | ------- | ---- | --- | --- | --- | --- |
| a   | be  | ce  | de  | e   | eff | ge  | hå        | i   | je/jodd | kå   | ell | em  | enn | o   |
| P p | Q q | R r | S s | T t | U u | V v | W w       | X x | Y y     | Z z  | Æ æ | Ø ø | Å å |     |
| pe  | ku  | err | ess | te  | u   | ve  | dobbeltve | eks | y       | zett | æ   | ø   | å   |     |

Písmeno Å (å) bylo do norské abecedy zavedeno teprve roku 1917 a nahradilo do té doby používané Aa (aa). Dřívější spojení písmen aa se ještě stále vyskytuje ve jménech a ve starých dokumentech. Ve slovnících se aa řadí stejně jako å až na konec.
Norská abeceda se liší od švédské, ale shoduje se s dánskou. Švédská abeceda totiž používá Ä (ä) místo Æ (æ) a Ö (ö) místo Ø (ø). Také pořadí posledních tří písmen je ve švédské abecedě jiné (Å, Ä, Ö).

## Pravidla čtení

### Samohlásky
| Písmeno | Výslovnost          | Výslovnost        | Výslovnost        | Poznámka |
| Písmeno | Přízvučná dlouhá    | Přízvučná krátká  | Nepřízvučná       | Poznámka |
| ------- | ------------------- | ----------------- | ----------------- | --- |
| A, a    | ɑː                  | ɑ                 | ɑ                 | zadní, blíží se českému /o, ó/ |
| E, e    | eː                  | ɛ                 | ə                 | dlouhé zavřené jako „brněnské“ /é/, krátké otevřené jako „pražské“ /e/ v přízvučných slabikách před /r/ je otevřenější, splývá s výslovností krátkého /æ/, v nepřízvučných slabikách se redukuje [ə] |
| I, i    | iː                  | ɪ                 | ɪ                 | |
| O, o    | obvykle uː někdy ɔ: | obvykle ɔ někdy u | obvykle ɔ někdy u | pravidla výslovnosti psaného o nejsou jednoznačně dána, dlouhé před /v/ a /g/ často jako [ɔ:], krátké před /rt, rs, rn, rl, rd/ často [u] (viz též poznámky pod tabulkou)                            |
| U, u    | ʉː                  | ʉ                 | ʉ                 | zvuk mezi /u/ a /y/; někdy vyslovováno [u] |
| Y, y    | yː                  | ʏ                 | ʏ                 | jako německé /ü/ |
| Æ, æ    | æː                  | æ                 | —                 | obvykle před /r/, velmi otevřené (blíží se českému /a, á/) |
| Ø, ø    | øː                  | ø                 | ø                 | jako německé /ö/ před /r/ otevřenější [œ] |
| Å, å    | ɔː                  | ɔ                 | ɔ                 | |

### Dvojhlásky
| Dvojhláska | Výslovnost |
| ---------- | ---------- |
| ai         | ɑɪ         |
| au         | æʉ         |
| ei, eg     | æɪ, ɛɪ     |
| oi         | ɔʏ         |
| øy, øg     | øʏ         |
| ui         | ʉʏ         |

### Souhlásky
| Písmeno nebo skupina písmen | Výslovnost | Poznámka                                                        |
| --------------------------- | ---------- | --------------------------------------------------------------- |
| c                           | s          | před e, i, y (pouze v cizích slovech)                           |
| c                           | k          | v ostatních případech (pouze v cizích slovech)                  |
| dj                          | j          | na začátku slov                                                 |
| g                           | j          | před i, y, ei v přízvučných slabikách                           |
| g                           | g          | v ostatních případech                                           |
| gj                          | j          | na začátku slov                                                 |
| gn                          | ŋːn        | na konci slabik                                                 |
| h                           | h          | neznělé                                                         |
| hj                          | j          | na začátku slov                                                 |
| hv                          | v          | na začátku slov                                                 |
| k                           | ç          | před i, y, ei v přízvučných slabikách (jako ich-laut v němčině) |
| k                           | k          | v ostatních případech                                           |
| kj                          | ç          |                                                                 |
| ng                          | ŋ          |                                                                 |
| rd                          | ɖ          |                                                                 |
| rl                          | ɭ          |                                                                 |
| rn                          | ɳ          |                                                                 |
| rs                          | ʂ          |                                                                 |
| rt                          | ʈ          |                                                                 |
| sj, skj                     | ʃ          |                                                                 |
| sk                          | ʃ          | před e, i, ei, øy v přízvučných slabikách                       |
| sk                          | sk, sːk    | v ostatních případech                                           |
| -sjon                       | ʃuːn       |                                                                 |
| sl                          | ʃl         |                                                                 |
| tj                          | ç          |                                                                 |
| z                           | s          |                                                                 |

Poznámky k výslovnosti bokmålu:
- e se vyslovuje v nepřízvučné slabice oslabeně [ə]
bakke [bɑkːə] – kopec

- d se nevyslovuje na konci slova po dlouhé samohlásce (v dlouhé slabice)
med [meː] – s
- nevyslovuje se na konci slov po l, n (-ld, -nd)
kveld [kvɛlː] – večer
land [lɑnː] – země

- g se vyslovuje jako [j] před přední samohláskou, jinak [g]
- g se nevyslovuje na začátku slov před j (gj-)
gjøk [jøːk] – kukačka

- h se nevyslovuje na začátku slov před j, v (hj-, hv-)
hjem [jɛmː] – domov
hva [vɑ:] – co

- k = [ç] před přední samohláskou, jinak [k]

- o se vyslovuje před dvěma souhláskami jako [ɔ] (krátká slabika)
- o se vyslovuje jako [uː] před jednou souhláskou (dlouhá slabika)
- o se vyslovuje před v a g jako [ɔː]
- o se často vyslovuje [u], zejména před rt, nd, a někdy i st

- r se obvykle vyslovuje kmitavé jako v češtině, ve skupinách /rd, rl, rn, rs, rt/ obvykle zaniká a následující souhláska se vyslovuje jako retroflexní; v některých nářečích se vyslovuje uvulární [R] („ráčkované“), k asimilaci skupin /rd, rl, rn, rs, rt/ pak nedochází

- sk se vyslovuje jako [ʃ] před přední samohláskou

- t se nevyslovuje v určitém členu (tzv. postpozitivním členu) -et
  - se nevyslovuje ve slově det [deː] – to